# Reithrodontomys brevirostris
Reithrodontomys brevirostris is een zoogdier uit de familie van de Cricetidae. De wetenschappelijke naam van de soort werd voor het eerst geldig gepubliceerd door Goodwin in 1943.

## Verspreiding
Reithrodontomys brevirostris leeft in regenwouden van 1.100 tot 2.300 meter hoogte in de Cordillera Dariense in Nicaragua en de Cordillera Central in Costa Rica.